# Lousado (stacja kolejowa)
Lousado (port: Estação Ferroviária de Lousado) – stacja kolejowa w Lousado (gmina Vila Nova de Famalicão), w dystrykcie Braga, w Portugalii. Znajduje się na Linha do Minho oraz jest punktem wyjścia dla Linha de Guimarães. Jest obsługiwana wyłącznie przez pociągi CP Urbanos do Porto i regionalne. 

## Historia
Stacja znajduje się na odcinku Linha do Minho między Campanhã i Nine, która weszła do służby wraz z Ramal de Braga 21 maja 1875 r.

## Linie kolejowe
- Linha do Minho
- Linha de Guimarães